# Église Saint-Romain de Migé
L'église Saint-Romain est une église catholique située sur la commune de Migé, dans le département de l'Yonne, en France.

## Localisation
L'église se trouve Grande rue, au centre du bourg.

## Historique
L'édifice est classé au titre des monuments historiques en 1991.